# BLS Re 485
De Re 485 is een elektrische locomotief van het type Bombardier TRAXX F140 AC, bestemd voor het goederenvervoer van de Zwitserse spoorwegonderneming BLS AG.

## Geschiedenis
In de jaren 90 gaf de Deutsche Bundesbahn aan de industrie opdracht voor de ontwikkeling van nieuwe locomotieven ter vervanging van locomotieven van de types 103, 151, 111, 181.2 en 120. Hierop presenteerde AEG Hennigsdorf in 1994 het prototype 12X die later als Baureihe 145 door Adtranz te Kassel werd gebouwd. Uit dit prototype ontstond een groot aantal varianten.

## Constructie en techniek
De locomotief heeft een stalen frame. De tractie-installatie is uitgerust met een draaistroom en heeft driefasige asynchrone motor in de draaistellen. Iedere motor drijft een as aan.

## Nummers
- Re 485 001 - 485 020